# Madeleine Stowe
Madeleine Marie Stowe Mora (Los Angeles, 18 de agosto de 1958) é uma atriz estadunidense, filha de pai estadunidense e mãe costa-riquenha. Seu primeiro papel de destaque no cinema foi em 1987 com a comédia criminal Stakeout. Em 1994 recebeu o Globo de Ouro de melhor elenco no filme Short Cuts. Devido aos elogios da crítica, foi indicada ao Globo de Ouro em 2012 por sua interpretação como a vilã Victoria Grayson da série Revenge.

## Biografia
Filha de Mireya Mora e Robert Stowe (engenheiro civil, morreu de complicações de esclerose múltipla em 1983), Stowe é a primeira de três filhos, nasceu no Hospital Queen of Angels em Eagle Rock, onde foi criada, num subúrbio de Los Angeles.
Da parte de mãe, a atriz é descendente de vários presidentes da Costa Rica, incluindo Juan Rafael Mora (que governou de 1849-1859) e Bruno Carranza (1870). Stowe fez sua última visita a Costa Rica em 1991.
Aos dez anos de idade começou a praticar para uma carreira como pianista, treinou todos os dias durante horas. No entanto, quando seu instrutor morreu, em 1976, ela desistiu.
Fez faculdade de Cinema e Jornalismo em University de Southern Califórnia, pois queria tornar-se repórter e tentar conhecer pessoalmente John Travolta, seu ídolo. Era muito tímida durante o período escolar. Desistindo da carreira como repórter, ela seguiu atuando no Teatro Solaris Beverly Hills.

## Carreira
Stowe fez algumas aparições na TV e no cinema, mas sua descoberta veio em 1987 com Stakeout, mais tarde surpreendeu com seu desempenho no clássico aclamado pela crítica The Last of the Mohicans, como uma aristocrata contundente que sobrevive nas florestas da América Colonial.
Voltou às telas em 1992 no popular suspense Unlawful Entry, onde se destacou como esposa de um policial compulsivamente mentirosa e adúltera interpretado no drama Short Cuts.
Teve seu primeiro papel principal em Blink, antes de se juntar ao elenco, em sua maioria do sexo feminino, Bad Girls. Stowe passou a estrelar ao lado de Bruce Willis e Brad Pitt na ficção científica Twelve Monkeys (1995) antes de se afastar da atuação por três anos para se concentrar em ser mãe.
Após seu retorno em The Proposition (1998), apareceu em The General's Daughter, Impostor e We Were Soldiers. A partir de então, concentrou-se só na televisão, culminando em seu elogiado desempenho na série dramática Revenge da ABC, pela qual recebeu uma indicação na categoria melhor atriz para o Globo de Ouro de 2012.
Stowe foi eleita pela revista Empire, em 1995, como uma das 100 estrelas mais sexy da história do cinema. Stowe foi classificada como a quinta mulher mais bonita do mundo e uma das 100 pessoas mais bonitas da revista People em 2012.

## Diretora
No Globo de Ouro de 2012, deu uma entrevista à MTV, falou sobre sua estreia na direção de longas-metragens no drama Unbound Captives e que continuava interessada em Robert Pattinson para o papel principal. Afirmou que a escolha não estava relacionada com a popularidade do “Crepúsculo”, mesmo sabendo que isso atrai a atenção da mídia para o filme. Afirmou também que o conhece antes mesmo do primeiro filme como Edward Cullen.
Mais tarde revelou a uma entrevista que Pattinson não vai estrelar no papel de Phineas, devido a idade dele. "Eu amo Rob tanto, mas agora ele é um homem!", disse Madeleine. "E ele era uma espécie de um menino quando chegamos a este filme, por isso estamos em busca de um novo ator para o papel". A produção do filme estava prevista para 2014.

## Filantropia

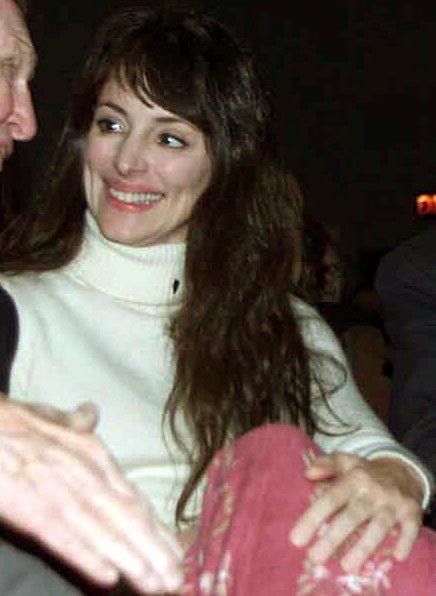
Madeleine em 2002

"Se eu tivesse todo o dinheiro do mundo, eu saberia para onde ele iria, eu saberia exatamente para onde ele iria." Já se passaram dois anos desde que um terremoto destruiu o país mais pobre das Américas, Haiti, mas ele ainda continua a sentir os seus efeitos devastadores.
Através de um grupo chamado Artistas pela Paz e Justiça, Stowe está ajudando a construir a primeira escola pública do Haiti - 100 por cento das doações para a organização vão para o trabalho.
"Ela acabará por ter 3 000 alunos". "A beleza da coisa é que ela ficará neste composto de 40 hectares, onde existe este hospital para que as crianças também recebam cuidados de saúde."
Stowe tem viajado para o Haiti antes mesmo do terremoto de 2010 e disse que ao retornar de suas viagens sente uma nova dor de cabeça.
"Quando eu volto a mesma coisa sempre acontece, eu fico com fome, mas eu não consigo comer". "Eu sinto uma dor no meu estômago e tenho vontade de chorar. Mas as pessoas são tão vivas e presentes que nunca choro quando eu estou lá, geralmente faço isso quando volto para o meu apartamento".

## Filmografia

### Filme
| Ano  | Título                   | Papel                        | Nota               |
| ---- | ------------------------ | ---------------------------- | ------------------ |
| 1981 | Gangster Wars            | Ruth Lasker                  |                    |
| 1987 | Stakeout                 | Maria McGuire                |                    |
| 1988 | Tropical Snow            | Marina                       |                    |
| 1989 | Worth Winning            | Veronica Briskow             |                    |
| 1990 | Revenge                  | Miryea Mendez                |                    |
| 1990 | The Two Jakes            | Lillian Bodine               |                    |
| 1991 | Closet Land              | Vítima                       | Filme independente |
| 1992 | Unlawful Entry           | Karen Carr                   |                    |
| 1992 | The Last of the Mohicans | Cora Munro                   |                    |
| 1993 | Another Stakeout         | Maria McGuire                | não creditado      |
| 1993 | Short Cuts               | Sherri Shepard               |                    |
| 1994 | China Moon               | Rachel Munro                 |                    |
| 1994 | Blink                    | Emma Brody                   |                    |
| 1994 | Bad Girls                | Cody Zamora                  |                    |
| 1995 | Twelve Monkeys           | Kathryn Railly               |                    |
| 1998 | The Proposition          | Eleanor Barret               |                    |
| 1998 | Playing by Heart         | Gracie                       |                    |
| 1999 | The General's Daughter   | Warr. Off. Sara Sunhill      |                    |
| 2001 | Impostor                 | Maya Olham                   |                    |
| 2002 | We Were Soldiers         | Julie Moore                  |                    |
| 2002 | Avenging Angelo          | Jennifer Barrett Allieghieri |                    |
| 2003 | Octane                   | Senga Wilson                 |                    |

### Televisão
| Ano       | Título                      | Papel                | Temporada - Episódio    | Nota           |
| --------- | --------------------------- | -------------------- | ----------------------- | -------------- |
| 1978      | Baretta                     | Anna                 | 4ª - 16                 |                |
| 1978      | The Amazing Spider-Man      | Maria Calderon       | 1ª - 5                  |                |
| 1979      | Barnaby Jones               | Diane                | 8ª - 10                 |                |
| 1980      | Beulah Land                 | Selma Kendrick Davis |                         | Mini - série   |
| 1980      | Little House on the Prairie | Annie Crane          | 7ª - 6                  |                |
| 1981      | Trapper John, M.D.          | Cassie               | 2ª - 5                  |                |
| 1981      | The Gangster Chronicles     | Ruth Lasker          | Episódios desconhecidos | Mini - série   |
| 2007      | Raines                      | Dr. Samantha Kohl    | 1ª - 2 ao 7             |                |
| 2011-2015 | Revenge                     | Victoria Grayson     |                         | Protagonista   |
| 2016      | 12 Monkeys                  | Lillian              | 2ª - Episódio 13        | Participação   |
| 2019      | Soundtrack                  | Margot Weston        |                         | Elenco regular |

### Telefilmes
| Ano  | Título                    | Papel                   | Nota |
| ---- | ------------------------- | ----------------------- | ---- |
| 1978 | The Nativity              | Maria                   |      |
| 1978 | The Deerslayer            | Hetty Hutter            |      |
| 1984 | Amazons                   | Dr. Sharon Fields       |      |
| 1986 | Blood & Orchids           | Hester Ashley Murdoch   |      |
| 2002 | The Magnificent Ambersons | Isabel Amberson Minafer |      |
| 2005 | Saving Milly              | Milly                   |      |
| 2006 | Southern Comfort          | Charlotte               |      |
| 2009 | The Christmas Hope        | Patricia Addison        |      |

## Prêmios e nomeações

### Década de 1990 - 2000
| Ano  | Prêmio                                 | Categoria                             | Trabalho               | Resultado |
| ---- | -------------------------------------- | ------------------------------------- | ---------------------- | --------- |
| 1993 | Festival de Veneza                     | Volpi Cup por Melhor Elenco           | Short Cuts             | Venceu    |
| 1994 | National Society of Film Critics Award | Melhor Atriz Coadjuvante              | Short Cuts             | Venceu    |
| 1994 | Globo de Ouro                          | Globo de Ouro por Melhor Elenco       | Short Cuts             | Venceu    |
| 1996 | Science fiction magazine               | Melhor Atriz no Gênero Motion Picture | Twelve Monkeys         | Venceu    |
| 1996 | Saturn Awards                          | Melhor Atriz                          | Twelve Monkeys         | Indicado  |
| 2000 | Blockbuster Entertainment Awards       | Melhor Atriz Coadjuvante - Suspense   | The General's Daughter | Indicado  |
| 2000 | ALMA Awards                            | Melhor Atriz em longa - metragem      | The General's Daughter | Indicado  |
| 2003 | American Veterans Award                | Melhor Atriz                          | We Were Soldiers       | Venceu    |
| 2005 | Imagen Foundation Awards               | Melhor Atriz                          | Saving Milly           | Venceu    |

### Década de 2010
| Ano  | Prêmio                                    | Categoria                               | Trabalho           | Resultado |
| ---- | ----------------------------------------- | --------------------------------------- | ------------------ | --------- |
| 2012 | Globo de Ouro                             | Melhor Atriz – Série Drama de televisão | Revenge            | Indicado  |
| 2012 | Gay & Lesbian Alliance Against Defamation | Melhor Performance do Ano na televisão  | Revenge            | Indicado  |
| 2012 | ALMA Award                                | Atriz Favorita de TV - Drama            | Revenge            | Indicado  |
| 2013 | TV Guide Award                            | Vilã Favorita                           | Revenge            | Indicado  |
| 2014 | Keck School of Medicine of USC            | Humanitarian Award                      | Humanitarian Award | Venceu    |

## Vida pessoal
Stowe é casada com o ator Brian Benben desde 1982, após terem se conhecido quando atuaram juntos numa série para televisão no ano anterior. O casal tem uma filha chamada May (nascida em 1996), e eles passam todo o tempo de folga num rancho que possuem no Texas.